# ミカエル1世ランガベー

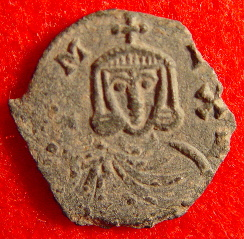
ミカエル1世の肖像が描かれた硬貨

ミカエル1世ランガベー（ギリシア語：Μιχαήλ Αʹ ὁ Ραγγαβέ, Mikhaēl I ho Rangabe, 770年頃? - 844年1月11日）は、東ローマ帝国の皇帝（在位：811年10月2日 - 813年7月11日）。ニケフォロス1世の娘婿で、スタウラキオスの義弟。中世ギリシア語読みでは「ミハイル1世ランガヴェ」。

## 即位まで
エーゲ海艦隊の提督テオフュラクトス・ランガベーの息子。ニケフォロス（後の皇帝ニケフォロス1世）の娘プロコピアと結婚し、802年に義父が即位した後に最高職の一つクロパラテスに就任した。
ニケフォロス1世はブルガリア皇帝クルムと戦うも大敗北を喫して戦死し、その実子でありミカエルの義兄にあたるスタウラキオスも重傷を負ったことで、ミカエルは次期皇帝としてさらに有力な候補となった。妻プロコピアが兄を説得してミカエルを後継者に指名させようとし、これはスタウラキオスに拒まれたものの、811年10月2日にマギストロスのテオクティスコス、スコライ軍団司令長官ステファノス、コンスタンティノープル総主教ニキフォロス1世ら高官たちがスタウラキオスを退位させた。

## 治世

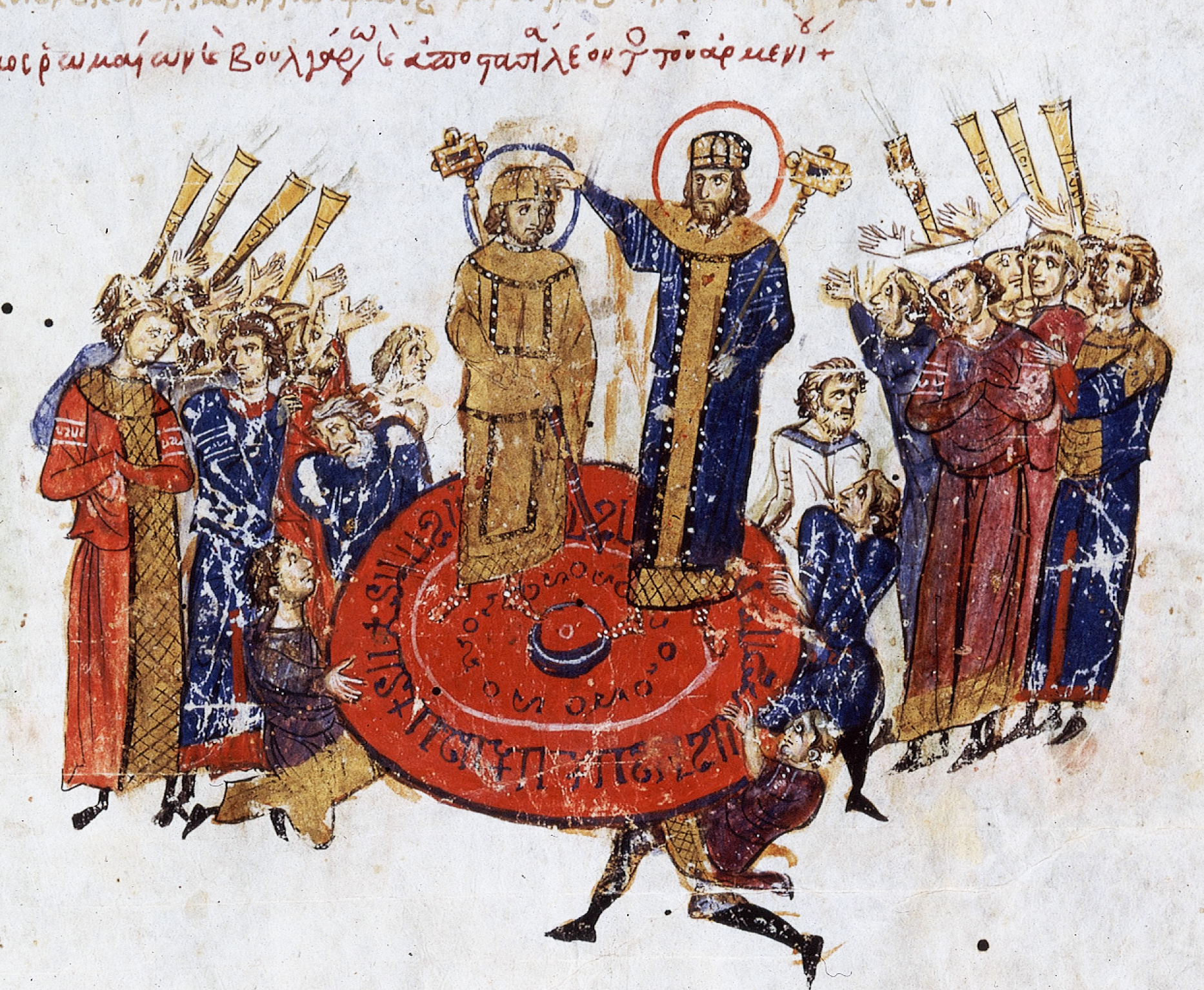
大主教による戴冠式（スキュリツェス年代記より）

こうして即位したミカエル1世はニケフォロス1世が整備した厳格な税制をあらため、調和を重んじる政策をとった。これにより皇帝の収入が減少したにもかかわらず、ミカエル1世は軍や官僚、教会に回す金を惜しまなかった。正教会内の派閥の支援を受けたミカエル1世はイコノクラスム派を弾圧し、総主教ニキフォロス1世とストゥディオス修道院長テオドロスの論争では前者に説の撤回を強いた。ミカエル1世の信心深さは、証聖者テオファネスから年代記内で極めて高い評価を受けている。
812年、ミカエル1世はフランク人と交渉し、その王でローマ教皇から皇帝の位を与えられていたカールをインペラトルでありバシレウス (いずれも皇帝を意味する)であると認めたが、「ローマ人の皇帝」の称号は認めなかった。この譲歩の見返りに、ヴェネツィアが東ローマ帝国に返還された。対ブルガリア帝国方面では、ミカエル1世はテオドロスの影響により、クルムから提案してきた和平を蹴った。クルムがメセンブリアを占領すると、怒ったミカエル1世は反攻に出た。813年春の緒戦で勝利を収めると、ミカエル1世率いる東ローマ軍は6月にハドリアノポリス近郊のヴェルシニキアで大会戦を挑んだ。しかしこのヴェルシニキアの戦いは、将軍レオーン・アルメニオスの逃亡もあり東ローマ帝国の大敗に終わった。帝位に対する陰謀が噂されるようになると、ミカエル1世は先手を打って813年7月11日にレオーン（5世）に譲位し、修道名アタナシオスを名乗って僧となった。彼の息子たちは去勢され、修道院に送られた。その中の一人ニケタス（イグナティオスと改名）は、後にコンスタンティノープル総主教となった。ミカエル1世は844年1月11日に死去した。